# Nina Christen
Nina Christen (* 7. Februar 1994 in Stans) ist eine Schweizer Sportschützin. Sie übt die beiden Gewehrdisziplinen Kleinkaliber- und Luftgewehrschiessen aus. Sie gehört der Nationalmannschaft von Swiss Shooting an.

## Biografie
Nina Christen stammt aus einer Schützenfamilie und ist in Wolfenschiessen aufgewachsen. Sie schiesst seit 2006 und nimmt seit 2011 an Wettkämpfen teil. Nach der Matura 2014 und der Spitzensport-RS wurde sie von der Schweizer Armee als Zeitmilitär angestellt. An den Olympischen Sommerspielen 2016 qualifizierte sie sich im 50-m-Kleinkaliber-Dreistellungskampf für den Final der besten acht Schützinnen und belegte den sechsten Rang. 2016 begann sie ein Studium in Biologie, das sie aber zugunsten ihrer Spitzensportkarriere unterbrach.
Im März 2019 feierte Christen ihren ersten Weltcup-Sieg. Als Armeeangehörige nahm sie 2019 auch an den Militärweltspielen in Wuhan teil.
Bei den im Sommer 2021 ausgetragenen Olympischen Sommerspielen 2020 stiess sie im Final des 10-m-Luftgewehr-Schiessens von Rang 7 auf 3 vor und gewann damit in der ersten Entscheidung dieser Spiele die erste Medaille der Schweizer Delegation. Eine Woche später gewann sie die Goldmedaille im Kleinkaliber-Dreistellungskampf mit neuem olympischen Rekord; nach dem Kniend- und Liegend-Schiessen lag sie noch auf Platz 5, zog dann aber im Stehend-Schiessen an allen Konkurrentinnen vorbei.
Nina Christen wohnt in Immensee und trainiert im Sportzentrum in Magglingen. Betreut wurde sie unter anderem vom Sportpsychologen Jörg Wetzel.

## Erfolge
- Olympische Sommerspiele 2016, Rio de Janeiro: 6. Rang (Kleinkaliber-Dreistellungskampf), 16. Rang (Luftgewehr)
- ISSF-Weltcup 2019, Neu-Delhi: 1. Rang (Kleinkaliber-Dreistellungskampf)
- Europameisterschaft 2019, Bologna: 1. Rang (Kleinkaliber-Dreistellungskampf)
- ISSF-Weltcup 2021, Neu-Delhi: 2. Rang (Kleinkaliber-Dreistellungskampf)
- Olympische Sommerspiele 2020 (d. h. 2021), Tokio: 1. Rang (Kleinkaliber-Dreistellungskampf), 3. Rang (Luftgewehr)